# Gradina, Žabljak
Gradina este un sat din comuna Žabljak, Muntenegru. Conform datelor de la recensământul din 2003, localitatea are 33 de locuitori (la recensământul din 1991 erau 68 de locuitori).

## Demografie
În satul Gradina locuiesc 30 de persoane adulte, iar vârsta medie a populației este de 47,4 de ani (43,4 la bărbați și 50,9 la femei). În localitate sunt 13 gospodării, iar numărul mediu de membri în gospodărie este de 2,54.
Această localitate este populată majoritar de sârbi (conform recensământului din 2003).
|  |

| Demografie | Demografie | Demografie |
| An         | Locuitori  | Locuitori  |
| ---------- | ---------- | ---------- |
|            |            |            |
|            |            |            |
|            |            |            |
|            |            |            |
| 1948       | 247        |            |
| 1953       | 239        |            |
| 1961       | 158        |            |
| 1971       | 138        |            |
| 1981       | 52         |            |
| 1991       | 68         | 68         |
| 2003       | 33         | 33         |

| \| Componența etnică conform recensământului din 2003[2] \| Componența etnică conform recensământului din 2003[2] \| Componența etnică conform recensământului din 2003[2] \| Componența etnică conform recensământului din 2003[2] \| Componența etnică conform recensământului din 2003[2] \| \| ----------------------------------------------------- \| ----------------------------------------------------- \| ----------------------------------------------------- \| ----------------------------------------------------- \| ----------------------------------------------------- \| \| \| \| \| \| \| \| Sârbi \| Sârbi \| \| 23 \| 69,69% \| \| Muntenegreni \| Muntenegreni \| \| 10 \| 30,3% \| \| necunoscută \| necunoscută \| \| 0 \| 0% \| |              |  |    |        |
| Componența etnică conform recensământului din 2003 |              |  |    |        |
| |              |  |    |        |
| Sârbi | Sârbi        |  | 23 | 69,69% |
| Muntenegreni | Muntenegreni |  | 10 | 30,3%  |
| necunoscută | necunoscută  |  | 0  | 0%     |